# Società di Ginnastica e Scherma Fortitudo Roma
La Società di Ginnastica e Scherma Fortitudo Roma est un club italien de football fondé en 1908 et disparu en 1927, basé à Rome. Sa fusion avec plusieurs clubs romains en 1927 donne naissance à l'AS Rome.
La meilleure performance du club en Championnat d'Italie de football est une deuxième place lors du Championnat d'Italie de football de la CCI 1921-1922. 